# Chinazom Amadi
Chinazom Doris Amadi (ur. 12 września 1987) – nigeryjska lekkoatletka specjalizująca się w skoku w dal. 
W 2006 zdobyła brąz mistrzostw Afryki w Bambous. Czwarta zawodniczka igrzysk afrykańskich z 2007. W 2008 zdobyła srebro mistrzostw Czarnego Lądu. W 2012 zajęła 5. miejsce na mistrzostwach Afryki w Porto-Novo. Dwa lata później zdobyła swoje drugie srebro czempionatu Afryki. Medalistka mistrzostw Nigerii.
W 2015 zdobyła złoto igrzysk afrykańskich, jednakże medal został jej odebrany w związku z wykryciem w jej organizmie niedozwolonego dopingu. Zawodniczka otrzymała karę czteroletniej dyskwalifikacji (do 15 września 2019).
Rekordy życiowe: skok w dal (stadion) – 6,60 (21 czerwca 2012, Calabar)

## Osiągnięcia
| Rok  | Impreza              | Miejsce     | Lokata     | Wynik |
| ---- | -------------------- | ----------- | ---------- | ----- |
| 2006 | Mistrzostwa Afryki   | Bambous     | 3. miejsce | 6,23  |
| 2007 | Igrzyska afrykańskie | Algier      | 4. miejsce | 6,33  |
| 2008 | Mistrzostwa Afryki   | Addis Abeba | 2. miejsce | 6,31w |
| 2012 | Mistrzostwa Afryki   | Porto-Novo  | 5. miejsce | 6,17  |
| 2014 | Mistrzostwa Afryki   | Marrakesz   | 2. miejsce | 6,40w |